# Coniolachnus aculeatus
Coniolachnus aculeatus är en skalbaggsart som beskrevs av Leon Fairmaire 1898. Coniolachnus aculeatus ingår i släktet Coniolachnus och familjen långhorningar. Inga underarter finns listade i Catalogue of Life.